# Stor hårbälta
Stor hårbälta (Chaetophractus villosus) är en art i däggdjursfamiljen bältdjur som tillhör släktet hårbältor.

## Utseende
Kroppslängden ligger mellan 22 och 40 centimeter och vikten är omkring 2 kilogram. Rygg och sidor är täckta av omkring 18 avlånga benplåtar, medan buken har skärt till brunaktigt skinn. Huvudet har en egen, mindre bensköld. Både bukhuden och mellanrummet mellan benplåtarna har vitt till gråbrunt hår.

## Utbredning
Den stora hårbältan lever i många habitat, som savanner, på tempererade gräsmarker, jordbruksbygder och i skogar i södra Sydamerika. Vanligast är den i Argentina, men den finns även i Bolivia och i norra Paraguay.

## Ekologi
Den stora hårbältan äter larver, insekter, ödlor, smågnagare och en del växtmaterial. Livslängden i fångenskap kan vara upptill 30 år. Dräktiheten varar i 60 till 75 dagar. Honan får vanligen två ungar åt gången, men kan bli dräktig flera gånger om året.
Arten är vanligen nattaktiv men under vintern kan den vara aktiv på dagen. Stor hårbälta gräver flera underjordiska bon i reviret där den vilar. Territoriet är i genomsnitt 4,7 hektar stort.